# Gmina Kozare
Gmina Kozare (alb. Komuna Kozare) – gmina położona we wschodniej części Albanii. Administracyjnie należy do okręgu Kuçova w obwodzie Berat. W 2011 roku populacja gminy wynosiła 5622, 2797 kobiet oraz 2825 mężczyzn, z czego Albańczycy stanowili 96,01% mieszkańców. Zachodnia granica gminy pokrywa się z biegiem rzeki Seman, a południowa częściowo przebiega wzdłuż nurtu Devoll.
W skład gminy wchodzi jedenaście miejscowości: Demollarë, Driza, Ferras Kozare, Fier Mimarë, Frashër, Gega, Havaleas, Kozare, Salcë Kozare, Vlashuk, Zdravë.